# Neva Have 2 Worry
"Neva Have 2 Worry" é uma canção do rapper estadunidense Snoop Dogg, com a participação do cantor compatriota Uncle Chucc. Foi lançada em 19 de Fevereiro de 2008, como segundo single do seu nono álbum de estúdio Ego Trippin'. O single foi produzido pelo próprio interprete com o auxilio de Terrace Martin.

## Faixas e formatos
- Download digital[4]

1. Neva Have 2 Worry (com a participação de Uncle Chucc)  — 4:18

## Musica e vídeo
O videoclipe foi lançado em 23 de junho de 2008 na plataforma de vídeos do iTunes.